# Josep Maria Vilaró i Pascual
Josep Maria Vilaró i Pascual (Arbúcies, 31 de març del 1910 – 18 de juliol del 1997) va ser intèrpret de tible, pianista i compositor de fecunda producció.

## Biografia
Era fill del destacat tenora i compositor Francesc Vilaró i Carbonell, de qui rebé les primeres lliçons de música. Amplià la formació al Conservatori del Liceu de Barcelona, on estudià amb els mestres A. Ribó (piano), Alfonso (teoria i solfeig) i Morera (harmonia); el 1929, quan feia quart curs de piano, hi guanyà una medalla de bronze en l'assignatura. Actuà de primer tible a la cobla Vilaró de Granollers (1930) i després a la Nova Barcelona (1932). Posteriorment es decantà pel piano i es dedicà exclusivament al món de l'espectacle i al de la música de ball.
Encara que fou autor de diverses sardanes, com a compositor es dedicà preferentment a la música lleugera, amb més d'un centenar de composicions, algunes força populars en la seva època. Visqué a Barcelona la major part de la seva vida, fins que a les seves darreries tornà a Arbúcies.

## Obres
(La majoria, per a orquestrina o petit conjunt)
- A tu corazón, bolero (1961), amb lletra de Félix Boyer
- Ay Dorotea, baião (1956)
- Bolero núm. 1 (ca 1950)
- Cangrejos, cha-cha-cha (1965), amb lletra de Daniel Lagos i Concepción Canal
- Cha-cha-cha del buen humor (1961)
- Entre la bruma, fox-canción, en col·laboració amb Miquel Vicens Capó i Concepción Canal. Enregistrat per "Los Trashumantes" en disc "de pedra" (Barcelona: Compañía del Gramófono Odeón, 1944)
- Misterior Molina, pasodoble, lletra de Manuel Salina. Enregistrat per Ricardo Monasterio i l'Orquestra Casablanca (Barcelona: Compañía del Gramófono Odeón, 1948)
- El paraguas (1982), conjuntament amb Ricardo Bravo
- Rock en la corte (1960)
- Samba sentimental (ca 1950)

- Amb lletra o col·laboració de Daniel Lagos: Agita el frasco, Margarita (1977), Amanecer (1980), Balak, cha-cha-cha (1976), Baldomero (1978), Beat de los buhos (1975), Beduinos (1969), El cenicero, cha-cha-cha (1978), Cerveza fria, moderato-bop (1960), Chincheta, fox (1975), Los churumbeles, rumba (1975), Dale al pedal, Pascual (1978), Du-Ba-by, cha-cha-cha, Farruca twist (1963), Festival Coleman (1969), Fósforos (1969), Fósiles, fox (1967), El gallo loco, rumba (1977), Garrotín rock (1979), La guagua de Jerez, cha-cha-cha (1977), Josefina, bolero (1958), La lupa de Joe, fox (1963), El mamut, hully bully (1964), Meditación oriental, beguine (1962), Mombasa, moderato cool (1968), Olé twist (1962), Otto (1974), Pájaros de papel, swing (1965), Pamplinas, cha-cha-cha (1966), Pato rojo, fox (1961), Paseo espacial (1971), Pelotas (1978), El péndulo, fox (1965), El pequeño limpiabotas, fox (1964), La persiana (1974), Rumba Caribe (1977), Sacacorchos (1970), Tam-tam twist (1964), Titicaca: madison twist (1963), Turistas en España (1963), Twist de las latas (1962), Vieja tierra (1968)
- Pasdobles en col·laboració amb el saxofonista Josep Llata Fernández, enregistrats en discos "de pedra" a Barcelona per la "Compañía del Gramófono Odeón" en els anys que s'indiquen: Callecita mía (1940), Eco español (1943), Flamenca y calé (1940), Macarena (1945), Por tu cara (1946), Sombrero grande (1946), Tierra del sol (1943)

### Sardanes
- A la meva mare
- L'aplec del Montseny
- Arbucienca (1930)
- Boires (1933)
- En Pep de la barretina (1979)
- És ella!
- L'escarbat
- Flors del Canigó
- Ha tornat la primavera
- L'hereu de l'Escala (1935)
- Mira quin un!
- Parcs de Montjuïc
- La penjarella (1978)
- El petit Àlex (1980)
- La prada
- Primer esclat (1928)
- Saltant i ballant
- Sota el cel assoleiat
- Vilajoiosa (1947)